# Cliona chilensis
Cliona chilensis är en svampdjursart som beskrevs av Thiele 1905. Cliona chilensis ingår i släktet Cliona och familjen borrsvampar.
Artens utbredningsområde är havet utanför Chile. Inga underarter finns listade i Catalogue of Life.